# Сподній Порчич
Сподній Порчич (словен. Spodnji Porčič) — поселення в общині Ленарт, Подравський регіон‎, Словенія.